# Găvănești, Gorj
Găvănești este un sat în comuna Bălești din județul Gorj, Oltenia, România.

## Vezi și
- Biserica de lemn din Găvănești

 Acest articol despre o localitate din județul Gorj este deocamdată un ciot. Puteți ajuta Wikipedia prin completarea lui.